# Saint-François-Lacroix
Saint-François-Lacroix è un comune francese di 295 abitanti situato nel dipartimento della Mosella nella regione del Grand Est.

## Società

### Evoluzione demografica
Abitanti censiti